# رعاش مجهول السبب
رعاش مجهول السبب (ويشار اليه أيضا بالرعاش الحميد أو العائلي أو بمتلازمة اليد المهتزة). وهو اضطراب الحركة الأكثر شيوعا وأسبابه غير معروفة. وعادة ما يشمل هزة في الذراعين واليدين أو الأصابع ولكن قد تشمل أحيانا على هزة في الرأس والحبال الصوتية أو أجزاء أخرى من الجسم خلال الحركات الإرادية مثل الأكل والكتابة. ويختلف عن مرض باركنسون الذي غالباً ما يخلط بينهما عند التشخيص وعلى الرغم من أن بعض الافراد لديهم كلتا الحالتين. وغالبا ما يوصف الرعاش الأساسي برعاش العمل (وتزداد حدته عندما يحاول المرء استخدام العضلات المتأثرة) أو رعاش الوضعية (يظهر مع حركة العضلات المستمرة) بدلًا من رعاش الراحة الموجود في مرض باركنسون، والتي عادة لا يدرج ضمن أعراضه.

## التصنيف
وغالبا ما يشار إلى هذا النوع من الرعاش ب «الرعاش الحركي».
وقد عرف الرعاش المجهول السبب باسم «الرعاش الحميد المجهول السبب»، ولكن تمت إزالة صفة «حميد» لأنها أحيانا تعيق حالة الاضطراب.

## العلامات والأعراض
في الحالات الخفيفة، يمكن للرعاش المجهول السبب ان يظهر عدم القدرة على ايقاف اللسان أو اليدين من الهز، والقدرة على الغناء فقط مع الأهتزاز، وصعوبة في القيام بمهام صغيرة ودقيقة مثل الخياطة بالإبرة. وحتى مهام بسيطة مثل القطع في خط مستقيم أو باستخدام مسطرة ويمكن أن تتراوح من الصعب إلى المستحيل اعتماداً على شدة الحالة. اما في الحالات الشديدة، يمكن للرعاش الاساسي ان يتداخل مع أنشطة الشخص في الحياة اليومية، بما في ذلك التغذية وخلع الملابس ورعاية النظافة الشخصية. ويعرف الرعاش الاساسي عموماً باعتباره الرعاش الإيقاعي (12/04 هرتز) والذي يحدث فقط عندما تبذل العضلات المتضررة جهداً أو أي نوع من الإجهاد البدني أو العقلي يميل إلى جعل الرعاش أسوأ.
وقد يحدث الرعاش في الرأس (الرقبة) والفك والصوت وكذلك مناطق أخرى من الجسم، والنمط العام للرعاش هو أن يبدأ في الذراعين ومن ثم ينتشر إلى تلك المناطق الأخرى في المرضى المعينين. والنساء هم أكثر عرضة للإصابة برعاش الرأس من الرجال. وقد تحدث أنواع أخرى من الرعاش أيضا مثل الرعاش الوضعي في الذراع الممدودة، ورعاش المتعمد في الذراع ورعاش الراحة في الذراع. وقد يكون لدى بعض المرضى مشاكل وعدم قدرة على الثبات مع المشي والتوازن.
الهزات المتعلقة بالرعاش الاساسي لا تحدث أثناء النوم، ولكن المرضى الذين يشكون أحيانا من هزة خشنة خصوصاً بعد الاستيقاظ من النوم والذي تصبح بشكل ملحوظ أقل خشونة في غضون الدقائق القليلة الأولى من الاستيقاظ. والهزة ومرض النشاط / الشدة يمكن أن تزداد سوءً نتيجة للتعب والمشاعر القوية وانخفاض نسبة السكر في الدم والبرد والحرارة والكافيين وأملاح الليثيوم وبعض مضادات الاكتئاب وعوامل أخرى. ومن الطبيعي ان تسوء الهزة في حالات «الأداء»، مثلا عند كتابة شيك للدفع في متجر أو تقديم عرض.
ويمكن أيضاً أن يحدث مرض باركنسون والباركنسونية في وقت واحد مع الرعاش الاساسي. وفي تلك الحالات لا تختلف درجة الرعاش وصلابتة والعجز الوظيفي في هؤلاء الناس الذين يعانون من مرض باركنسون مجهول السبب. والغالب هو رعاش اليد (كما هو الحال في مرض الشلل الرعاشي)، ويحدث في جميع الحالات تقريبا، يليها رعاش الرأس ورعاش الصوت والعنق والوجه والساق واللسان والجذع. وتحدث معظم الهزات الأخرى مرتبطة مع رعاش اليد. تشيع صعوبات المشي في الرعاش الاساسي. ويرتبط مع حوالي نصف المرضى اختلالات مثل اختلالات عنق الرحم والإصابة بتمزق عضلي وخلل النطق التشنجي واختلالات الجمجمة، كما وأن 20٪ من المرضى مرتبطون بمرض باركنسون. ضعف حاسة الشم (فقدان حاسة الشم) هو شائع في مرض باركنسون، وكما ذكر انها تحدث في المرضى الذين يعانون من الرعاش المجهول السبب. وهناك عدد من المرضى الذين يعانون من الرعاش المجهول السبب لديهم العديد من نفس الاضطرابات العصبية والنفسية الموجوده في مرض باركنسون مجهول السبب.

## السبب
المسببات الكامنة وراء الرعاش المجهول السبب ليست واضحة ولكن في كثير من الحالات يبدو أنه عائلي (وراثي). وقرابة نصف الحالات سببها تحور جيني في نمط الوراثة وهو الأكثر اتساقا مع جسمية نقل المهيمن. ولم يتم تحديد أي جينات حتى الآن ولكن تم إنشاء الروابط الجينية مع العديد من مناطق الكروموسومات. وهناك عدد من العوامل البيئية، بما في ذلك السموم، وهي أيضا قيد التحقيق النشط لأنها قد تلعب دوراً في مسببات المرض.
اما من حيث الفيزيولوجيا المرضية، والسريرية، والفسيولوجية، والتصوير فإن الدراسات تشير إلى ارتباط المخيخ و / أو مخيخي الدوائر المهادية القشرية. ويمكن أيضا أن يتم بوساطة التغييرات في المخيخ عن طريق استهلاك المشروبات الكحولية. فإن الخلايا العصبية بشكل خاص عرضة للتحفيز الزائد للإيثانول. وانخفاض قيمة الوصلات العصبية هو مكون من تدهور المخيخ التي يمكن أن تكمن وراء الرعاش المجهول السبب. وفي بعض الحالات يكون لديها أجسام ليوي في الاماكن العصبية. حالات الرعاش الاساسي التي تتطور لمرض باركنسون أقل عرضة لمشاكل الدماغ.
ويتضح من الدراسات ما بعد الوفاة الأخيرة تغييرات في LINGO 1 (تكرار لوسين الغني ونطاق أ.ج التي تحتوي على 1) الجينات ومستقبلات غابا في المخيخ في الاشخاص المصابين بالرعاش المجهول السبب. كما تم ربط الطفرات HAPT1 به وكذلك مرض باركنسون وضمور النظام المتعدد والشلل التدريجي فوق النووي.

## التشخيص
عادة ما يتم وضع التشخيص على أسس سريرية. ويمكن ان تبدأ الهزات في أي سن، من الولادة وحتى سن متقدمة (رعاش الشيخوخة). وقد تتأثر أي عضلات طوعية في الجسم، على الرغم من أن الرعاش يعتبر أكثر شيوعا في اليدين والذراعين وأقل شيوعا في الرقبة (يسبب زعزعة لرأس المريض)، واللسان، والساقين. قد يظهر رعاش الراحة في اليدين في بعض الأحيان. وقد يتم تشخيص الهزة التي تحدث في الساقين بالرعاش الانتصابي.
لا يحدث الرعاش الاساسي عادة مع اضطرابات عصبية أخرى (باستثناء حالات نادرة يرتبط مع مرض باركنسون)؛ ويعتقد أن يكون المرض احادي الاعراض.

## العلاج
ليس كل الأفراد المصابين بالرعاش الاساسي يحتاجون علاجاً، ولكن هناك العديد من خيارات العلاج اعتماداً على شدة الأعراض. وينبغي تجنب الكافيين والإجهاد، وينصح بالنوم الجيد.
عندما تكون الاعراض مزعجة بما فيه الكفاية يمكن اللجوء للعلاج، وخيارات الدواء الأولى هي حاصرات بيتا مثل بروبرانولول أو بالتناوب، نادولول وتيمولول. أتينولول وبيندولول ليست فعالة للرعاش. والبريميدون المضادة للصرع فعال أيضاً.
ويمكن أن تضاف ادوية الخط الثاني أو الخط الثالث إذا كانت أدوية الخط الأول لا تسيطر على الرعاش. وأدوية الخط الثاني هي مكافحة الصرع توبيراميت، وجابابنتين أو البنزوديازيبينات مثل ألبرازولام. وأدوية الخط الثالث هي كلوزابين وميرتازابين.
عندما لا تسيطر الأدوية على الرعاش أو المريض لا يتجاوب مع الدواء، فتوكسين البوتولينوم والتحفيز العميق للدماغ أو العلاج الوظيفي يمكن أن تكون مفيدة. عادة ما يتم وضع الأقطاب الكهربائية لتحفيز الدماغ العميق في «مركز الرعاش» في الدماغ، والنواة المتوسطة البطنية من المهاد البصري. وبالرغم من عدم وجود خيارات متاحة في الوقت الراهن، فيوجد هناك علاج تجريبي ينطوي على التركيز على الموجات فوق الصوتية عالية الكثافة في المناطق المتضررة من الدماغ التي أظهرت نجاحاً في علاج الهزات.